# Zoltán Tagscherer
Zoltán Tagscherer (* 13. Mai 1976 in Budapest) ist ein ehemaliger ungarischer Biathlet und Skilangläufer. Zwischen 1997 und 2008 nahm er an 14 Olympischen Winterspielen und Weltmeisterschaften in beiden Sportarten teil.
Zoltán Tagscherer lebt wie sein Bruder Imre Tagscherer in Budapest. Biathlon betrieb er ab 1985. 1991 wurde er in den Nationalkader Ungarns berufen. Er startete für den Vasas SC und wird von Jozsef Kovács, Miklós Holló und Zoltán Rosivall trainiert.
Tagscherer debütierte 1997 bei einem Sprintrennen in Oberhof im Biathlon-Weltcup und belegte dort Rang 69. Nur einmal als 60. im Sprint von Antholz konnte er seine Platzierung verbessern. Die ersten Biathlon-Weltmeisterschaften, an denen Tagscherer teilnahm, wurden 1997 ebenfalls in Osrblie ausgetragen. Wie auch ein Jahr später am Holmenkollen in Oslo startete er nur im Einzel. 2000 in Oslo, 2003 in Chanty-Mansijsk, 2004 in Oberhof, 2005 in Hochfilzen, 2007 in Antholz, und 2008 in Östersund, startete er im Einzel und im Sprint, konnte sich aber nie für ein Verfolgungsrennen qualifizieren. Die besten Resultate erreichte der Ungar 1999 als 79. im Einzel sowie 2003 als Einzel-80. und 78. im Sprint.
Neben dem Biathlon startete Tagscherer von 2001 bis 2011 auch vermehrt im Skilanglauf. Nach nur wenigen Rennen im FIS- und Continental-Cup wurde er für die Nordischen Skiweltmeisterschaften 2001 in Lahti berufen und belegte dort Rang 69 im Rennen über 15 Kilometer und Rang 39 im Sprintrennen. In Furtwangen konnte er im Januar 2002 einen FIS-Sprint gewinnen. Bei den Olympischen Winterspielen 2002 in Salt Lake City wurde Tagscherer 66 über 15 Kilometer und 39. im Sprint. Im Skilanglauf-Weltcup trat der Ungar erstmals zum Auftakt der 2002/03 in Düsseldorf an und wurde 59. im Sprint. In Val di Fiemme startete er 2003 ebenso wie 2005 in Oberstdorf und 2007 in Sapporo bei Nordischen Skiweltmeisterschaften. Nur in Sapporo konnte Tagscherer im Teamsprint mit seinem Bruder das Sprintresultat aus Lahti toppen und wurde 18. 2006 startete er zum zweiten Mal bei Olympischen Spielen. In Pragelato wurde er 76. über 15 Kilometer und 44. im Sprint. Im Weltcup lief er bis zum Februar 2007 nur Sprintrennen. Bei seinem einzigen Start über 15 Kilometer in Changchun belegte er Platz 30 und gewann damit seinen ersten und einzigen Weltcuppunkt. In den folgenden Jahren belegte er bei den Nordischen Skiweltmeisterschaften 2009 in Liberec den 69. Platz im Sprint, bei den Olympischen Winterspielen 2010 in Vancouver den 81. Platz über 15 km Freistil und bei den Nordischen Skiweltmeisterschaften 2011 in Oslo den 77. Platz im Sprint.

## Biathlon-Weltcup-Platzierungen
Die Tabelle zeigt alle Platzierungen (je nach Austragungsjahr einschließlich Olympische Spiele und Weltmeisterschaften).
- 1.–3. Platz: Anzahl der Podiumsplatzierungen
- Top 10: Anzahl der Platzierungen unter den ersten zehn (einschließlich Podium)
- Punkteränge: Anzahl der Platzierungen innerhalb der Punkteränge (einschließlich Podium und Top 10)
- Starts: Anzahl gelaufener Rennen in der jeweiligen Disziplin

| Platzierung         | Einzel | Sprint | Verfolgung | Massenstart | Team | Staffel | Gesamt |
| ------------------- | ------ | ------ | ---------- | ----------- | ---- | ------- | ------ |
| 1. Platz            |        |        |            |             |      |         |        |
| 2. Platz            |        |        |            |             |      |         |        |
| 3. Platz            |        |        |            |             |      |         |        |
| Top 10              |        |        |            |             |      |         |        |
| Punkteränge         |        |        |            |             | 1    |         | 1      |
| Starts              | 19     | 26     |            |             | 1    | 1       | 47     |
| Stand: Karriereende |        |        |            |             |      |         |        |

## Skilanglauf-Weltcup-Platzierungen
Die Tabelle zeigt die erreichten Platzierungen im Einzelnen.
- 1.–3. Platz: Anzahl der Podiumsplatzierungen
- Top 10: Anzahl der Platzierungen unter den ersten zehn
- Punkteränge: Anzahl der Platzierungen innerhalb der Punkteränge
- Starts: Anzahl gelaufener Rennen in der jeweiligen Disziplin
- Hinweis: Bei den Distanzrennen erfolgt die Einordnung gemäß FIS.

| Platzierung         | Distanzrennen a | Distanzrennen a | Distanzrennen a | Distanzrennen a | Distanzrennen a | Skiathlon Verfolgung | Sprint | Etappen- rennen b | Gesamt | Team c | Team c  |
| Platzierung         | ≤ 5 km          | ≤ 10 km         | ≤ 15 km         | ≤ 30 km         | > 30 km         | Skiathlon Verfolgung | Sprint | Etappen- rennen b | Gesamt | Sprint | Staffel |
| ------------------- | --------------- | --------------- | --------------- | --------------- | --------------- | -------------------- | ------ | ----------------- | ------ | ------ | ------- |
| 1. Platz            |                 |                 |                 |                 |                 |                      |        |                   |        |        |         |
| 2. Platz            |                 |                 |                 |                 |                 |                      |        |                   |        |        |         |
| 3. Platz            |                 |                 |                 |                 |                 |                      |        |                   |        |        |         |
| Top 10              |                 |                 |                 |                 |                 |                      |        |                   |        |        |         |
| Punkteränge         |                 |                 | 1               |                 |                 |                      |        |                   | 1      |        |         |
| Starts              |                 |                 | 2               |                 |                 |                      | 18     |                   | 20     |        |         |
| Stand: Karriereende |                 |                 |                 |                 |                 |                      |        |                   |        |        |         |